# Liste des épisodes de Luther

Cette page recense la liste des épisodes de la série télévisée Luther.

## Liste des épisodes

### Saison 1 (2010)
| N° | # | Titre français      | Titre original | Réalisation     | Scénario   | 1er diffusion UK (BBC One) | 1er diffusion France (Canal+) | Audiences UK (en M.) |
| --- | - | ------------------- | -------------- | --------------- | ---------- | -------------------------- | ----------------------------- | -------------------- |
| 1 | 1 | Le Mal en soi       | Episode 1      | Brian Kirk      | Neil Cross | 4 mai 2010                 | 23 avril 2012                 | 6.35                 |
| Après plusieurs mois de suspension, l'inspecteur John Luther (Idris Elba) reprend du service. Il a souffert d'une dépression nerveuse liée à l'arrestation d'un tueur pédophile, Henry Madsen (Anton Saunders), qu'il a accidentellement fait tomber dans le coma. Lors de son premier jour, il enquête sur un double homicide et ne tarde pas à comprendre que le coupable n'est autre qu'Alice Morgan (Ruth Wilson), la fille des victimes. Bien qu'il poursuive son enquête sans relâche, il est incapable de prouver la culpabilité d'Alice. Parallèlement, Luther apprend que sa femme Zoé (Indira Varma) le quitte pour un autre... |   |                     |                |                 |            |                            |                               |                      |
| 2 | 2 | Les Liens du sang   | Episode 2      | Brian Kirk      | Neil Cross | 11 mai 2010                | 23 avril 2012                 | 5.80                 |
| Luther suit à la trace un tireur d'élite, qui abat froidement des officiers de police dans tout Londres. Traumatisé par ses expériences de guerre, le tireur d'élite a été poussé à commettre ces crimes brutaux par son père, qui - bien que condamné à la prison à perpétuité - possède un ascendant total sur son fils. Luther organise une interview télévisée qui oblige le tueur à prendre de grands risques. Pendant ce temps, Luther subit le harcèlement d'Alice, qui devient de plus en plus obsessionnelle et menaçante... |   |                     |                |                 |            |                            |                               |                      |
| 3 | 3 | Sang froid          | Episode 3      | Sam Miller      | Neil Cross | 18 mai 2010                | 30 avril 2012                 | 4.56                 |
| Luther poursuit Lucien Burgess (Paul Rhys), un tueur en série et écrivain occulte, qui enlève des mères de famille tous les 10 ans pour les vider de leur sang. Les choses se compliquent lorsque Luther est accusé d'avoir agressé Burgess, ce qui l'empêche de mener l'enquête par des moyens légaux. Luther continue à échanger avec Alice, nouant une étrange amitié avec elle. Par ailleurs, elle organise l'agression de Mark North (Paul McGann) pour que Zoé revienne vers Luther. En même temps, Henry Madsen sort du coma mais est dans l’incapacité de témoigner. Cela pourrait tout de même nuire à la carrière de Luther...  |   |                     |                |                 |            |                            |                               |                      |
| 4 | 4 | La Main dans le sac | Episode 4      | Sam Miller      | Neil Cross | 25 mai 2010                | 30 avril 2012                 | 4.57                 |
| Un tueur en série cible des jeunes femmes alors qu'elles rentrent chez elles la nuit. Il donne le collier de l'une de ses victimes à son épouse comme cadeau d'anniversaire. L'équipe de Luther est obligée d'obtenir l'aide de la femme du tueur afin de le retrouver. Il est finalement retrouvé vivant, mais sa femme, dans un accès de rage, l'assaille et le tue avec un marteau. Pour attirer l'attention de Luther, Alice s'introduit dans l'hôpital, provoque un incendie et profite de la confusion pour réduire Henry Madsen au silence...                                                                                      |   |                     |                |                 |            |                            |                               |                      |
| 5 | 5 | Argent roi          | Episode 5      | Stefan Schwartz | Neil Cross | 1er juin 2010              | 7 mai 2012                    | 3.61                 |
| La femme d'un marchand d'art est prise en otage. Les ravisseurs exigent comme rançon des diamants d'une valeur exceptionnelle. Le mari explique à Luther que sa femme a avalé les diamants et craint que si les kidnappeurs l'apprennent, ils la tuent pour obtenir les pierres. De son côté, l'inspecteur Ian Reed (Steven Mackintosh), le collègue de Luther, impliqué dans cette affaire, prend contact avec un des complices. Reed tue son associé puis le ravisseur pour couvrir ses traces. Il s'enfuit, tue Zoé et fait accuser Luther...                                                                                          |   |                     |                |                 |            |                            |                               |                      |
| 6 | 6 | Tuer pour survivre  | Episode 6      | Stefan Schwartz | Neil Cross | 8 juin 2010                | 7 mai 2012                    | 4.11                 |
| Luther, principal suspect dans le meurtre de sa femme, s'enfuit jusqu'à ce qu'il puisse prouver son innocence. Sa supérieure, la superintendante Rose Teller (Saskia Reeves), prise de remords d'avoir réintégré Luther, est manipulée par Reed pour attirer Luther dans un guet-apens. De son côté, Martin Schenk (Dermot Crowley) réalise rapidement que Reed est le coupable. Luther bénéficie de l'aide d'Alice et de Mark pour se venger de Reed. Tandis que Justin Ripley (Warren Brown) prend des risques inconsidérés pour soutenir son partenaire et ami...                                                                      |   |                     |                |                 |            |                            |                               |                      |

### Saison 2 (2011)
| N° | # | Titre français               | Titre original | Réalisation | Scénario   | 1er diffusion UK (BBC One) | 1er diffusion France (Canal+) | Audiences UK (en M.) |
| --- | - | ---------------------------- | -------------- | ----------- | ---------- | -------------------------- | ----------------------------- | -------------------- |
| 7 | 1 | Il est l'aurore              | Episode 1      | Sam Miller  | Neil Cross | 14 juin 2011               | 14 mai 2012                   | 6.48                 |
| Innocenté du meurtre de sa femme, Luther reste accablé et tente de se suicider. Toujours secondé par Justin Ripley, il intègre une nouvelle unité spéciale qui s'occupe des crimes majeurs, dirigée par Schenk. De son côté, Alice Morgan a été internée dans une clinique psychiatrique. Luther doit faire face à un tueur en série masqué qui semble vouloir imiter le célèbre Jack Talons-à-Ressort, personnage folklorique anglais datant de l'ère victorienne. Luther tente également d'écarter la fille d'une vieille connaissance du monde dangereux de la drogue, de la pornographie et de la prostitution... |   |                              |                |             |            |                            |                               |                      |
| 8 | 2 | Danse avec les requins       | Episode 2      | Sam Miller  | Neil Cross | 21 juin 2011               | 14 mai 2012                   | 6.11                 |
| Cameron Pell (Lee Ingleby), l'homme suspecté depuis le début d'être le tueur en série, a enlevé Ripley. Pell torture inlassablement le policier. Luther et son équipe décident d'entrer en contact avec d'anciens complices de Pell pour pouvoir anticiper les plans du tueur en série. Pendant ce temps, l'employeur impitoyable de Jenny Jones (Aimee-Ffion Edwards), jure de se venger de Luther et exige une compensation car celui-ci lui a volé sa « propriété ». Au même moment, Alice Morgan réussit à s'échapper de sa clinique psychiatrique...                                                             |   |                              |                |             |            |                            |                               |                      |
| 9 | 3 | La Vie à pile ou face : pile | Episode 3      | Sam Miller  | Neil Cross | 28 juin 2011               | 21 mai 2012                   | 6.36                 |
| Luther et son équipe enquêtent sur une agression survenue dans une station-service, au cours de laquelle un jeune homme déséquilibré a tué un client à coups de batte de base-ball et rendu un autre aveugle. En analysant les images de la vidéosurveillance, Luther conclut que l'agresseur choisit ses victimes à coups de dés. Restée seule dans l'appartement de Luther, Jenny reçoit la visite inquiétante de Toby Kent (David Dawson). |   |                              |                |             |            |                            |                               |                      |
| 10 | 4 | La Vie à pile ou face : face | Episode 4      | Sam Miller  | Neil Cross | 5 juillet 2011             | 21 mai 2012                   | 6.77                 |
| Un criminel vient d'exécuter à nouveau quatre personnes dans le métro avec le même modus operandi dans l'affaire du tueur aux dés, alors que la police a déjà arrêté un suspect. Luther pense que l'homme est le jumeau de l'individu déjà interpellé et en déduit qu'il doit se livrer à une macabre compétition avec son frère. En même temps, Luther doit faire en sorte que l'ex-patron de Jenny n'apprenne pas qui est le véritable meurtrier de Toby et que ses propres collègues ne découvrent pas ses activités.                                                                                              |   |                              |                |             |            |                            |                               |                      |

### Saison 3 (2013)
En août 2011, une troisième saison de quatre épisodes est commandée.
| N° | # | Titre français            | Titre original | Réalisation      | Scénario   | 1er diffusion UK (BBC One) | 1er diffusion France (Canal+) | Audiences UK (en M.) |
| --- | - | ------------------------- | -------------- | ---------------- | ---------- | -------------------------- | ----------------------------- | -------------------- |
| 11 | 1 | À la source du mal        | Episode 1      | Sam Miller       | Neil Cross | 2 juillet 2013             | 16 décembre 2013              | 6.43                 |
| Luther pourchasse pour un tueur fétichiste qui s'introduit chez des victimes, des femmes qu'il tue et déguise avant de dérober leurs chaussures. Mais Luther apprend par sa hiérarchie qu'il a l'ordre de s'occuper d'une autre affaire : l'assassinat de Jared Cass, un cybermilitant. L'inspecteur obtient de pouvoir se charger des deux dossiers simultanément... |   |                           |                |                  |            |                            |                               |                      |
| 12 | 2 | L'Héritage d'un prédateur | Episode 2      | Sam Miller       | Neil Cross | 9 juillet 2013             | 16 décembre 2013              | 5.95                 |
| 13 | 3 | La Loi du talion          | Episode 3      | Farren Blackburn | Neil Cross | 16 juillet 2013            | 23 décembre 2013              | 5.57                 |
| 14 | 4 | Furie meurtrière          | Episode 4      | Farren Blackburn | Neil Cross | 23 juillet 2013            | 23 décembre 2013              | 5.96                 |

### Saison 4 (2015)
Deux épisodes sous forme d'une mini-série sont diffusés en 2015.
| N° | # | Titre français             | Titre original | Réalisation | Scénario   | 1er diffusion UK (BBC One) | 1er diffusion France (Canal+) | Audiences UK (en M.) |
| -- | - | -------------------------- | -------------- | ----------- | ---------- | -------------------------- | ----------------------------- | -------------------- |
| 15 | 1 | Affamé                     | Episode 1      | Sam Miller  | Neil Cross | 15 décembre 2015           | 17 octobre 2016               | 8.19                 |
| 16 | 2 | Le Mouchard et la Chouette | Episode 2      | Sam Miller  | Neil Cross | 22 décembre 2015           | 17 octobre 2016               | 7.64                 |

### Saison 5 (2019)
| N° | # | Titre français         | Titre original | Réalisation | Scénario   | 1er diffusion UK (BBC One) | 1er diffusion France (Canal+) | Audiences UK (en M.) |
| --- | - | ---------------------- | -------------- | ----------- | ---------- | -------------------------- | ----------------------------- | -------------------- |
| 17 | 1 | titre français inconnu | Episode 1      | Jamie Payne | Neil Cross | 1er janvier 2019           |                               |                      |
| Luther est appelé pour le meurtre d'un homme à qui on a arraché la langue et les yeux. Il retrouve près de là un autre corps mutilé de clous et craint vite que le tueur ne puisse pas être arrêté vivant. Au même moment, le fils de Geroge Cornelius est enlevé et le chef mafieux est persuadé que Luther protège le ravisseur alors que le policier ignore tout de l'affaire. |   |                        |                |             |            |                            |                               |                      |
| 18 | 2 | titre français inconnu | Episode 2      | Jamie Payne | Neil Cross | 2 janvier 2019             |                               |                      |
| Luther trouve sur son perron Alice Morgan, qu'il pensait morte depuis deux ans mais qui fuyait George Cornelius. Les retrouvailles sont raccourcies quand Schenk et Halliday arrivent à leur tour et veulent continuer l'enquête Vivien Lake, persuadée qu'elle cache le véritable tueur.                                                                                         |   |                        |                |             |            |                            |                               |                      |
| 19 | 3 | titre français inconnu | Episode 3      | Jamie Payne | Neil Cross | 3 janvier 2019             |                               |                      |
| Jeremy Lake a enlevé une femme et la séquestre dans une cave secrète de sa maison. Luther est chargé de la retrouver mais il doit confier la tâche au sergent Halliday, car Benny est détenu par les hommes de Cornelius qui ne le libéreront que contre la tête d'Alice Morgan.                                                                                                  |   |                        |                |             |            |                            |                               |                      |
| 20 | 4 | titre français inconnu | Episode 4      | Jamie Payne | Neil Cross | 4 janvier 2019             |                               |                      |
| Vivien Lake refuse d'aider la police à retrouver son mari, qui se prépare à commettre son plus grand massacre. Luther cherche à régler son contentieux avec Cornelius une bonne fois pour toutes, maintenant que Benny est mort et qu'un tueur à gages retient Alice et Mark North.                                                                                               |   |                        |                |             |            |                            |                               |                      |